# Squalus acutirostris
 Squalus acutirostris  — вид рода колючих акул семейства катрановых акул отряда катранообразных. Обитает в западной части Тихого океана. Встречается на глубине до 394 м. Максимальный зарегистрированный размер 60,7 см. Размножается яйцеживорождением. Не представляет интереса для коммерческого рыболовства.

## Таксономия
Впервые научно вид описан в 1984 году. Видовой эпитет происходит от слов лат. acute  — «острый» и лат. rostrum  — «клюв». Вид известен всего по одному экземпляру.

## Ареал
Squalus acutirostris обитают в западной части Тихого океана в водах Южного Китайского моря на глубине до 394 м.

## Биология
Эти малоизученные акулы размножаются яйцеживорождением. 

## Взаимодействие с человеком
Вид не представляет интереса для коммерческого промысла. Данных для оценки Международным союзом охраны природы статуса сохранности вида недостаточно.